# Cosmopterix diaphora
Cosmopterix diaphora là một loài bướm đêm thuộc họ Cosmopterigidae. Nó được tìm thấy ở Brasil (Destrito Federal) và México (Guerrero, Veracruz-Llave).
Con trưởng thành được sưu tập vào tháng 4 và tháng 8, chứng tỏ có hai thế hệ. Chiều dài cánh trước là 3,8–4 mm.